# Rožata
Rožata je dalmatinski tradicionalni puding s preljevom od karamela, varijanta francuske crème brûlée. Posebno ga cijene Dubrovčani koji ga zovu rozata.

## Zanimljivosti
Bivšem američkom predsjedniku George W. Bushu na svečanoj večeri u Zagrebu, za vrijeme njegovog posjeta 2008., za desert je bila servirana upravo rožata.

## Vanjske poveznice
- [neaktivna poveznica] (recipezaar.com)
- Rožata  Arhivirana inačica izvorne stranice od 28. travnja 2005. (Wayback Machine) (dalmatiankitchen.com)
- Dalmatinska rožata(recepti-svijeta.com)